# Hans-Ulrich Wehler
Hans-Ulrich Wehler, född 11 september 1931 i Freudenberg i Nordrhein-Westfalen, död 5 juli 2014 i Bielefeld i Nordrhein-Westfalen, var en tysk historiker, professor i historia vid universitetet i Bielefeld 1971–1996. Wehler tillhör Bielefeldskolan.
Wehler publicerade 1973 boken Das deutsche Kaiserreich 1871–1918 (svensk översättning Det tyska kejsarriket 1871–1918, 1991). Wehler formulerar en tysk strukturhistoria, vars syfte är att visa att det tyska kejsardömets samhällssystem banade väg för Hitlers diktatur.